# 100019 Gregorianik
100019 Gregorianik este un asteroid din centura principală de asteroizi.

## Descriere
100019 Gregorianik este un asteroid din centura principală de asteroizi. A fost descoperit pe 23 octombrie 1989 la Tautenburg de Freimut Börngen. Asteroidul prezintă o orbită caracterizată de o semiaxă mare de 2,53 ua, o excentricitate de 0,24 și o înclinație de 2,9° în raport cu ecliptica.